# Miotapirus
†Miotapirus – wymarły rodzaj tapira zamieszkującego 20 milionów lat temu, czyli we wczesnym miocenie, Amerykę Północną.
Był on bardzo podobny do swych dzisiejszych krewnych, mierząc 2 metry długości był podobnych, co oni, rozmiarów. Prawdopodobnie także prowadził nocny tryb życia i łatwo się adaptował.

## Gatunki
- M. harrisonensis